# 王伯勉
王伯勉（？—1677年），河南承宣布政使司彰德府湯陰縣（今河南省湯陰縣）人，清朝政治人物、進士出身。
順治三年，順天府鄉試中舉。順治四年，登進士，授行人。順治十二年，任山東詔使，后升任吏部文選司郎中、山東道監察御史。